# Норейка, Лаймонас
Ла́ймонас Норе́йка (лит. Laimonas Noreika; 27 ноября 1926, Йонишкис — 31 мая 2007, Вильнюс) — литовский актёр и чтец. Народный артист Литовской ССР (1986).

## Биография
Окончил гимназию в городе Шяуляй. С 1944 года — в труппе Вильнюсского драматического театра. Окончил двухгодичную театральную школу при Шауляйском драматическом театре, в 1952 году — Государственный институт театрального искусства имени А. Луначарского в Москве.
Снимался в кино с 1947 года. В 1952—1959 годах — актёр Каунасского театра музыкальной драмы, в 1959—1963 годах — Каунасского драматического театра, в 1963—1998 — Государственного академического театра драмы Литовской ССР в Вильнюсе. В 1984—1996 преподавал в Литовской национальной консерватории.
С 1964 года выступал с чтением поэтических программ из стихов Адама Мицкевича, Симонаса Даукантаса, Винцаса Миколайтиса-Путинаса, Юстинаса Марцинкявичюса, Марцелиюса Мартинайтиса и других. Выпустил книгу эссе «Дневники актёра» (лит. Aktoriaus dienoraščiai).
С 1973 года — Заслуженный артист Литовской ССР, с 1976 года — Заслуженный деятель искусств Литовской ССР, с 1986 года — Народный артист Литовской ССР, лауреат Национальной премии литературы и искусств Литвы (1993). 
В 1988—1991 годах — член вильнюсской группы Саюдиса.
В 2003 году награждён Памятным знаком за личный вклад в развитие трансатлантических отношений Литвы и по случаю приглашения Литовской Республики в НАТО.
Похоронен на Антакальнисском кладбище.

## Роли

### Театр
- «Король Лир» Шекспира — Лир
- «Три сестры» А. П. Чехова — Прозоров
- «Вишнёвый сад» А. П. Чехова — Гаев

### Фильмография
- 1947 — Марите — Юозас
- 1965 — Никто не хотел умирать — «святой» Юозапас (озвучивание — Ефим Копелян)
- 1966 — Лестница в небо — Алексис, зам. редактора
- 1967 — Подвиг Фархада — генерал Хофман
- 1968 — Моабитская тетрадь — Розенберг
- 1968 — Белые тучи — Андреев
- 1968 — Мёртвый сезон — Николс
- 1968 — Чувства — филолог
- 1968 — Один шанс из тысячи
- 1969 — Повесть о чекисте — Николай Крафт
- 1969 — Эксперимент доктора Абста — Абст
- 1969 — Тройная проверка — полковник Гамов
- 1970 — Миссия в Кабуле — Генри Флетчер, посол Великобритании
- 1970 — Тяжелый колос — Павел Заречный
- 1970 — Счастье Анны — Кирилл, муж Анны
- 1970—1972 — Руины стреляют… — Бушман
- 1971 — Остров сокровищ — доктор Ливси
- 1971 — Вся королевская рать — Лоудан
- 1972 — Схватка — инженер Груббе
- 1972 — Последний форт — Генрих Кнапке
- 1972 — Вот моя деревня — профессор Мориарти
- 1972 — Мальчишки — народ хороший — Николай Васильевич, тренер по боксу
- 1973 — Открытая книга — Володя Лукашевич
- 1974 — Последний день зимы — Стяпас Илгунас
- 1974 — Земные и небесные приключения — отец Гали
- 1974—1977 — Хождение по мукам — старик-француз (озвучивание — Александр Белявский)
- 1974 — Стоянка — три часа — Йонас Будрис
- 1976 — Потерянный кров — Миколас Джюгас
- 1977 — За пять секунд до катастрофы — Поль Рот
- 1978 — Лицо на мишени — лорд Мэривейл
- 1978 — Стеклянные бусы — Григорий Иванович, отец
- 1979 — Санта Эсперанса — Фелисандо
- 1979 — За стеклянной дверью
- 1981 — Факт — Джанас
- 1981 — Ответный ход — контр-адмирал Губанов Виктор Сергеевич (озвучивание — Феликс Яворский)
- 1981 — 20 декабря — Андрей Эссен
- 1982 — Две главы из семейной хроники
- 1983 — Аукцион — фон Риттер
- 1983 — Этот фантастический мир. Выпуск 8
- 1985 — Контракт века — Василий Журавлёв, торговый представитель СССР в ФРГ (озвучивание — Игорь Ефимов)
- 1987 — Визит к Минотавру — Лев Поляков (озвучивание — Юрий Пузырёв)
- 1989 — Стук в дверь — Гололобов
- 1991 — Гангстеры в океане
- 2007 — Война и мир — граф Кирилл Владимирович Безухов